# کابرس دل منته
کابرس دل منته (به اسپانیایی: Cabreros del Monte) یک شهرستان در اسپانیا است که در استان وایادولید واقع شده‌است.